# Aarão (amoraíta)
Aarão é um amorá mencionado no Talmude Babilônico (B. K.; Men. 74b). Em ambos os lugares é representado como chefe da academia rabínica em Sura de 488-499, e um dos editores do Talmude babilônico.